# Барбадос на летних Олимпийских играх 2004
Барбадос принимал участие в Летних Олимпийских играх 2004 года в Афинах (Греция) в девятый раз за свою историю, но не завоевал ни одной медали. Сборную страны представляла 1 женщина.

### Плавание
Спортсменов — 1
В следующий раунд на каждой дистанции проходили лучшие спортсмены по времени, независимо от места занятого в своём заплыве.
Мужчины
| Спортсмен   | Соревнование   | Предварительные заплывы | Предварительные заплывы | Полуфиналы | Полуфиналы | Финал     | Финал     |
| Спортсмен   | Соревнование   | Результат               | Место                   | Результат  | Место      | Результат | Место     |
| ----------- | -------------- | ----------------------- | ----------------------- | ---------- | ---------- | --------- | --------- |
| Брэдли Алли | 400 м комплекс | 4:24,70                 | 25                      |            |            | Не прошёл | Не прошёл |